# Andres Veiel
Andres Veiel (Stoccarda, 16 ottobre 1959) è un regista e sceneggiatore tedesco.

## Filmografia parziale
- Balagan (1994)
- Die Überlebenden (1996)
- Black Box BRD (2001)
- Die Spielwütigen (2004)
- Der Kick (2006)
- Wer wenn nicht wir (2011)
- Beuys (2017)
- Ökozid (2020) - film TV
- Riefenstahl (2024)